# Heike Kamerlingh Onnes
Heike Kamerlingh Onnes (Groningen, 21 september 1853 – Leiden, 21 februari 1926) was een Nederlands natuurkundige, winnaar van de Nobelprijs voor Natuurkunde en hoogleraar aan de Universiteit van Leiden. "Door meten tot weten" was de slagzin van zijn laboratorium. Deze lijfspreuk introduceerde hij bij zijn inaugurele rede in 1882. Hij gaf daarmee aan welk belang hij hechtte aan experimenteel werk om kennis te vergaren. Zijn onderzoeksgebied was dat van de fysica van de gecondenseerde materie, waarin hij in 1911 het verschijnsel van de supergeleiding ontdekte.

## Levensloop
Kamerlingh Onnes (aanvankelijk Onnes, later trok hij zijn tweede voornaam Kamerlingh bij zijn achternaam) werd op 21 september 1853 in Groningen geboren als zoon van de dakpannenfabrikant Harm Kamerlingh Onnes en Anna Gerdina Coers. Hij groeide op in een welgesteld gezin en doorliep zonder problemen de hogereburgerschool. Ook legde hij met succes het staatsexamen Grieks en Latijn af, dat hij moest behalen om toegelaten te worden tot de universiteit.

### Opleiding
Vanaf 1870 studeerde Onnes wis- en natuurkunde aan de Rijksuniversiteit Groningen waar hij zijn propedeuse in de scheikunde behaalde. In zijn eerste studiejaar won Onnes een gouden medaille voor zijn antwoord op een door de Universiteit van Utrecht uitgeschreven prijsvraag. In het jaar erna ging hij door de slechte laboratoriumomstandigheden op advies van professor F.C. Donders studeren aan de Heidelbergse Ruprecht-Karls-universiteit, en wel scheikunde onder Robert Bunsen. Bunsen was een rasechte experimentator, en hoewel Onnes volgens Bunsen een goed student was, vond hij zijn heil bij de hoogleraar natuurkunde aan dezelfde universiteit Gustav Robert Kirchhoff. Vooral de combinatie van theorie en praktijk trok Onnes.
In 1873 keerde hij terug naar zijn geboortestad voor het vervolg van zijn studie. Vanaf 1875 was hij voorzitter van het GSC Vindicat atque Polit, dat hij van een dreigend faillissement redde. Na zijn doctoraalexamen in 1876 werd hij in 1878 de assistent van Johannes Bosscha jr., directeur van de Polytechnische School te Delft, de huidige Technische Universiteit aldaar. Op 10 juli 1879 promoveerde hij te Groningen op het proefschrift Nieuwe bewijzen voor de aswenteling der aarde bij hoogleraar Rudolf Adriaan Mees.
Nadat hij een wedstrijd won die was uitgeschreven door Kirchhoff, werd Onnes in staat gesteld om een jaar lang een assistentschap te vervullen. Hij kreeg als opdracht van Kirchhoff om een functionerende slinger van Foucault te ontwerpen met een slingerlengte van twee meter. Dit was technisch zeer moeilijk, omdat deze slinger door de draaiing van de aarde feitelijk draait ten opzichte van het oppervlak, en er op een gegeven moment een draai ontstaat in het touw. Onnes zou het onderzoek hiernaar voortzetten, waarvoor hij zich ook verdiepte in de theorie, na dit jaar assistentschap in Groningen. Het verhaal gaat dat hij hiervoor ’s nachts moest werken in de kelder, om de vele trillingen van het voorbijkomende verkeer te omzeilen.

### Hoogleraar

Heike Kamerlingh Onnes als Leids hoogleraar, geschilderd door zijn broer Menso

In 1882 werd Onnes hoogleraar in de experimentele natuurkunde aan de Universiteit Leiden. Deze plek was vrijgekomen na het vertrek van professor Pieter Rijke, en voor deze vacante positie moest Kamerlingh Onnes concurreren met Wilhelm Röntgen, de latere ontdekker van de röntgenstraling, een rasechte experimentator en favoriet van Rijke. Onder meer door de inspanningen van zijn vriend Hendrik Lorentz, professor in Leiden in de theoretische natuurkunde, werd Kamerlingh Onnes uiteindelijk toch hoogleraar te Leiden.

#### Door meten tot weten
In zijn inaugurele rede De beteekenis van het quantitatief onderzoek in de natuurkunde (Leiden, 11 november 1882) voerde Onnes de slagzin "Door meten tot weten" in.

Naar mijn inzicht moet bij de proefondervindelijke beoefening der natuurkunde het streven naar quantitatief onderzoek, d.w.z. naar het opsporen van de maatbetrekkingen in de verschijnselen, op den voorgrond staan. Door meten tot weten, zou ik als zinspreuk boven elk physisch laboratorium willen schrijven

Kwantitatief onderzoek was nuttig op drie manieren, volgens Onnes: voor het ontdekken van nieuwe natuurwetten, het ontwikkelen van meetinstrumenten en het opstellen van internationaal geldende standaarden. Door metingen kon een natuurwet achterhaald worden, bijvoorbeeld die van de valversnelling, of de wet van behoud van energie, bij de omzetting van de ene vorm van energie in een andere. Zo boorde Rumford een gat in een kanon en vond dat de hoeveelheid ontwikkelde warmte overeenkwam met de hoeveelheid verrichte arbeid. De kunst was om verschijnselen in meetbare vorm te brengen, naar het voorbeeld van natuurkundige ontdekkers als Volta, Coulomb, Gauss, Poisson en Green, of de elektrometer van Thomson, in samenwerking met de formele wetenschap van de wiskunde. Meetresultaten konden tot nieuwe meetinstrumenten leiden, die weer nieuwe verschijnselen konden ontsluiten, zoals dat van de thermo-elektriciteit, of de spiegelaflezing op een magneet van Gauss. Verder leidde kwantitatief onderzoek tot praktische internationaal geformuleerde standaarden en eenheden in de metrologie.

#### Eerbewijzen
Zeer jong, op dertigjarige leeftijd, werd Onnes verkozen tot lid van de Koninklijke Nederlandse Akademie van Wetenschappen. In 1913 ontving hij de Nobelprijs voor de Natuurkunde voor "zijn onderzoek naar de eigenschappen van materie bij lage temperaturen, hetgeen onder andere leidde tot de productie van vloeibaar helium". In 1910 had hij al de Matteucci Medal ontvangen, in 1912 de Rumford Medal.

#### Leidse Instrumentmakersschool
In 1901 richtte Kamerlingh Onnes de Leidse Instrumentmakersschool (LIS) op. In die tijd was het gebruikelijk dat onderzoekers hun eigen meetinstrumenten vervaardigden. Omdat hierdoor tijd voor onderzoek verloren ging haalde hij, direct na zijn aanstelling als hoogleraar, technisch opgeleide vaklieden uit Duitsland. Hij gaf hun de opdracht talentvolle jonge mensen op te leiden tot instrumentmaker en glasblazer. De LIS bestaat nog altijd als praktische mbo-opleiding.

### Vloeibaar maken van helium

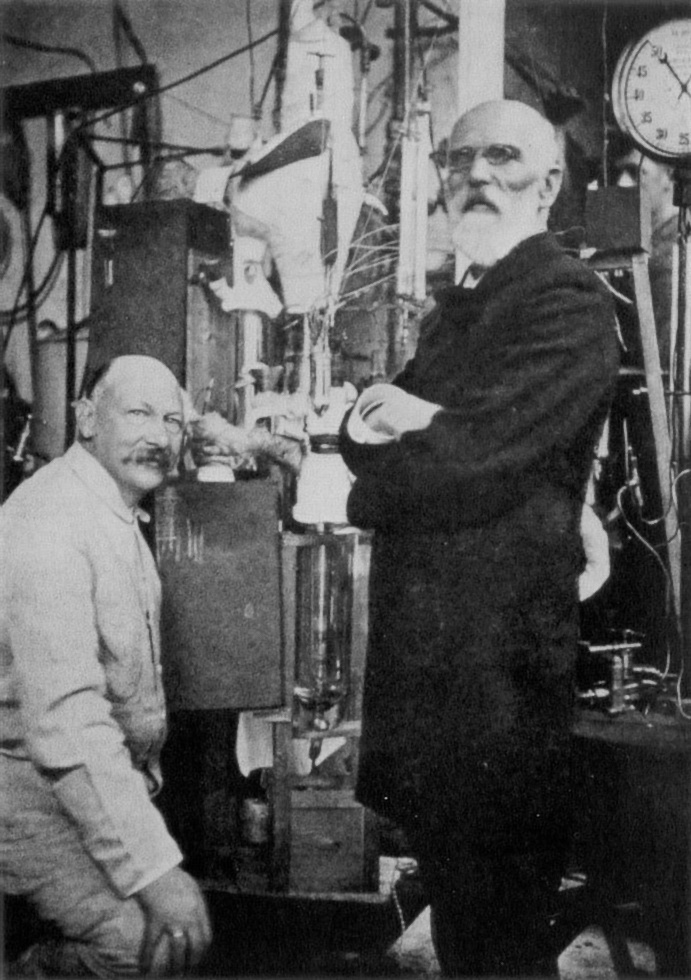
Heike Kamerlingh Onnes en Johannes Diderik van der Waals (r.), in Leiden, 1908

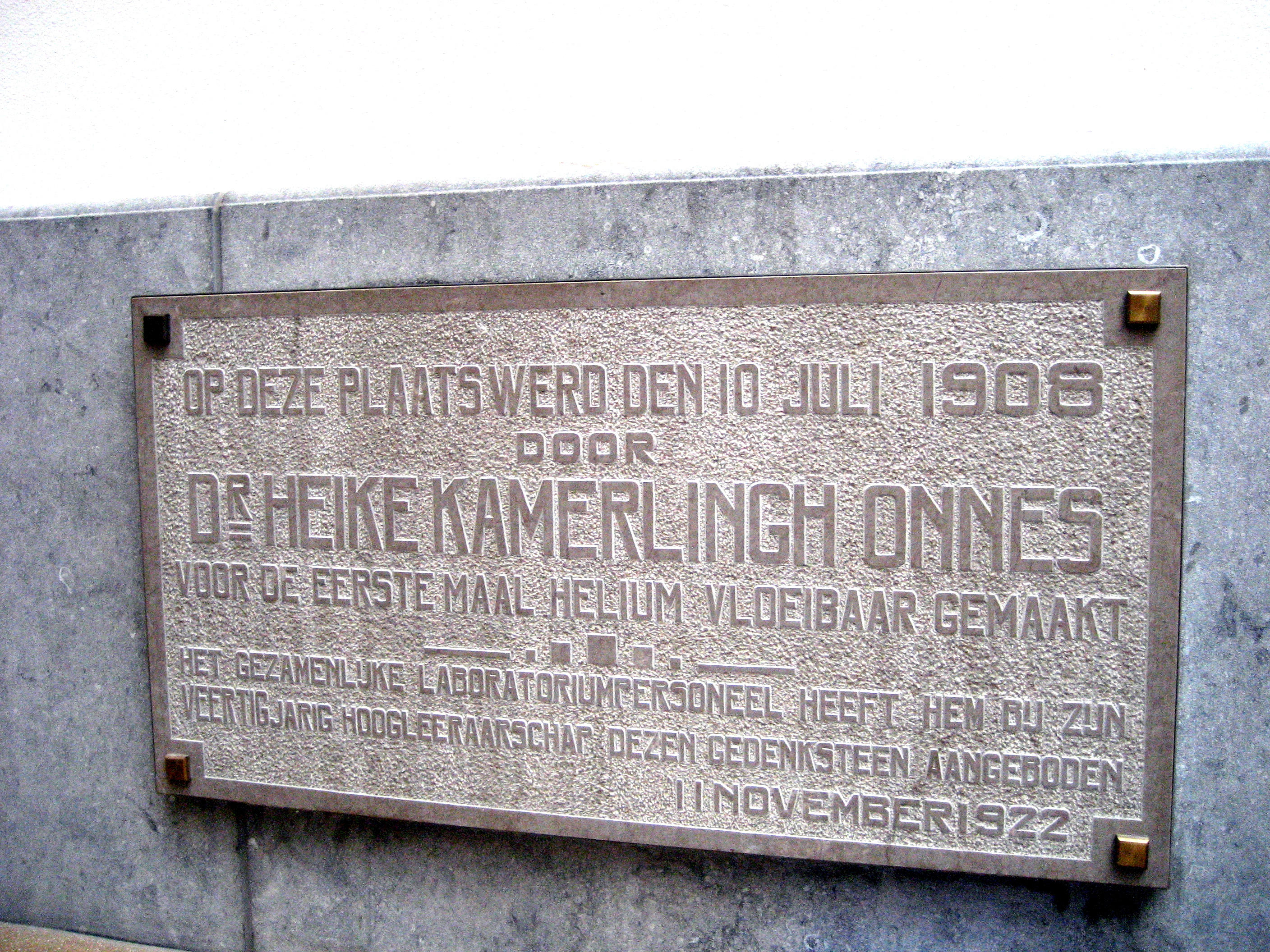
Herdenkingssteen aan de Universiteit Leiden

Na zijn aantreden als hoogleraar te Leiden begon Kamerlingh Onnes met de bouw van een koudelaboratorium en raakte hij met buitenlandse onderzoekers verwikkeld in een felle concurrentiestrijd in het onderzoek naar het vloeibaar maken van gassen. Hij richtte zijn onderzoek op het controleren van de beweringen van Van der Waals, die stelde dat ieder gas vloeibaar kon worden gemaakt, maar slechts onder de kritische temperatuur. Boven die kritische temperatuur kan een gas, ongeacht de druk, niet meer vloeibaar worden. Kamerlingh Onnes probeerde waterstofgas (H2) vloeibaar te maken, het eenvoudigste gas dat toen bekend was. Hij moest daartoe eerst zorgen voor vloeibare zuurstof (onder -183 °C/90 K bij 1 atm), waarmee hij vervolgens kon werken aan de productie van vloeibare waterstof. Hij moest hiervoor veel technische problemen overwinnen, zoals verontreinigingen door pompen en olie.
Het was echter niet Kamerlingh Onnes, maar zijn concurrent, de Schotse natuurkundige James Dewar, die er in 1898 in slaagde om als eerste waterstof vloeibaar te maken. Hierbij werd een temperatuur van −253 °C/20 K bereikt. De pogingen van Kamerlingh Onnes om eveneens vloeibare waterstof ter beschikking te krijgen ondergingen aanzienlijke vertraging, omdat het Leidse gemeentebestuur bezwaar maakte tegen het werken met samengeperste gassen, en zeker met samengeperst waterstof, vanwege het veiligheidsrisico voor de omgeving. Na adviezen van de KNAW werd deze toestemming toch verkregen, en in 1906 lukte het om de waterstofliquefactor gereed te krijgen.
Op 10 juli 1908 slaagde Kamerlingh Onnes er als eerste in om, bij een temperatuur van −269 °C/4,2 K, helium vloeibaar te maken. Met dit doel voor ogen had hij in 1904 een speciaal cryogeen laboratorium opgericht. Gebruikmakend van het Joule-Thomson-effect lukte het hem om een temperatuur van 0,9 kelvin te bereiken – minder dan één graad boven het absolute nulpunt. Op dat moment was de opstelling in zijn lab de koudste plaats op aarde. Tot 1923 zou Leiden de enige plaats ter wereld zijn waar de condensatietemperatuur van vloeibaar helium kon worden bereikt. Er kwamen veel buitenlandse wetenschappers naar dit laboratorium om te testen of hun theorieën bij zeer lage temperaturen nog steeds golden.
Een bekend grapje was:
Wat is de koudste stad ter wereld? Niet Verchojansk maar Leiden.

### Ontdekking van supergeleiding
In 1911 ontdekte Kamerlingh Onnes dat zuivere metalen – zoals kwik (vriespunt 234 K/-43 oC), tin en lood – bij extreem lage temperaturen supergeleidend worden. Zijn bevindingen publiceerde hij in november dat jaar onder de titel On the sudden change in the rate at which the resistance of mercury disappears. Lange tijd werd aangenomen dat deze ontdekking bij toeval gebeurde, mede omdat de aantekeningen uit deze periode verloren werden gewaand. Bij de herontdekking begin 2011 van Kamerlingh Onnes' aantekeningen uit deze periode werd duidelijk dat de ontdekking van supergeleiding geen toeval, maar het directe gevolg van gepland onderzoek was geweest.
De instrumenten die Kamerlingh Onnes voor zijn experimenten liet vervaardigen, zijn nog steeds te bezichtigen in Leiden, in het Boerhaave Museum. De vloeibaar-heliumopstelling staat in het Kamerlingh Onnes Laboratorium in het Bio Science Park in Leiden. Zijn assistent en opvolger als directeur van het lab Willem Keesom slaagde er in 1926 als eerste in helium in vaste toestand te brengen (−272 °C/1,0 K bij 25 bar).

### Persoonlijk leven

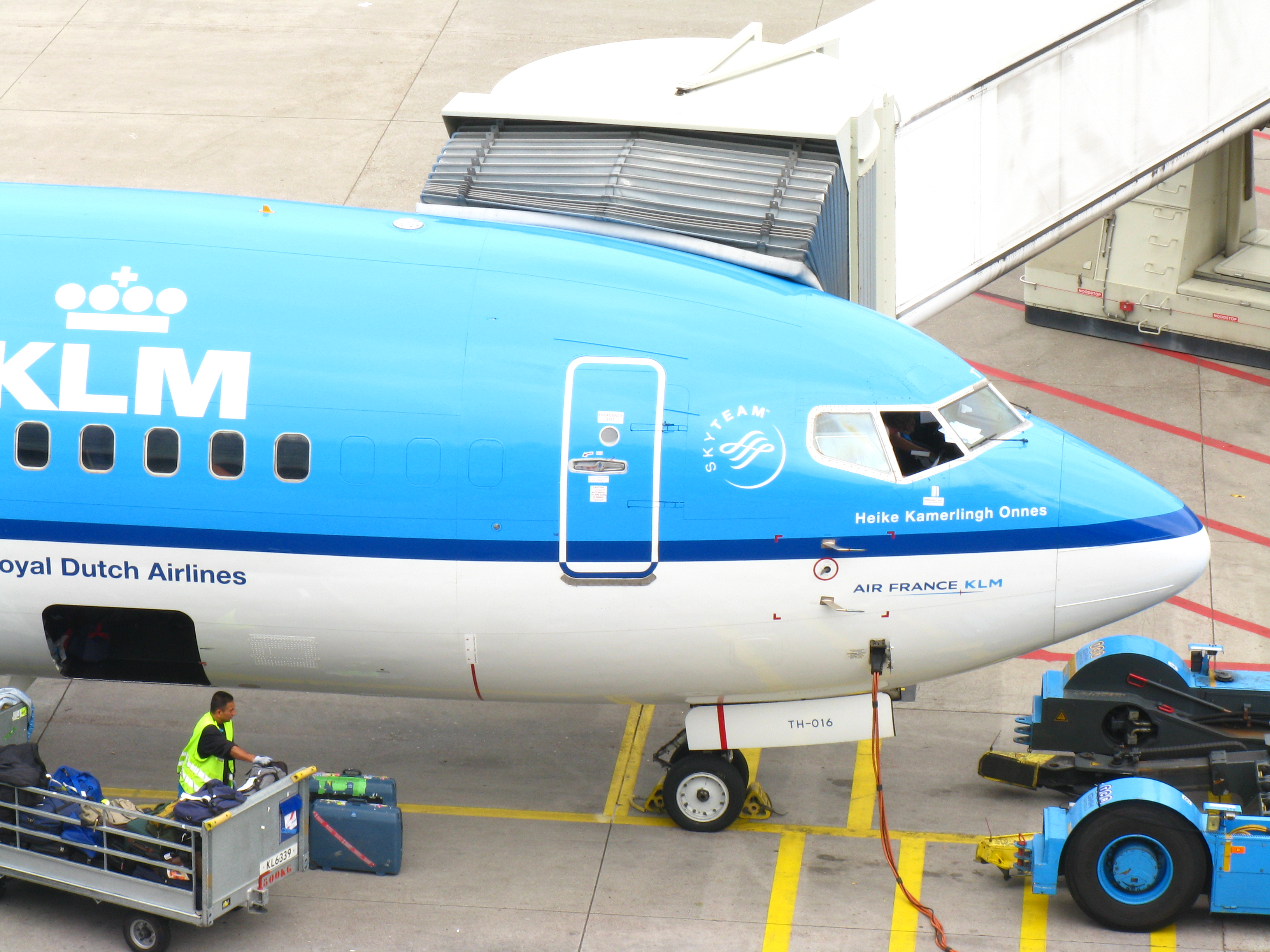
Air France KLM-toestel genoemd naar Heike Kamerlingh Onnes

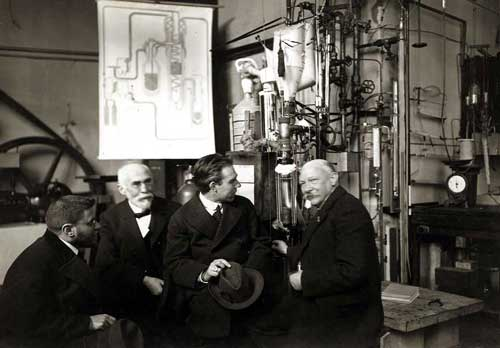
Ehrenfest, Lorentz, Bohr en Kamerlingh Onnes in het Cryogeen lab (1919)

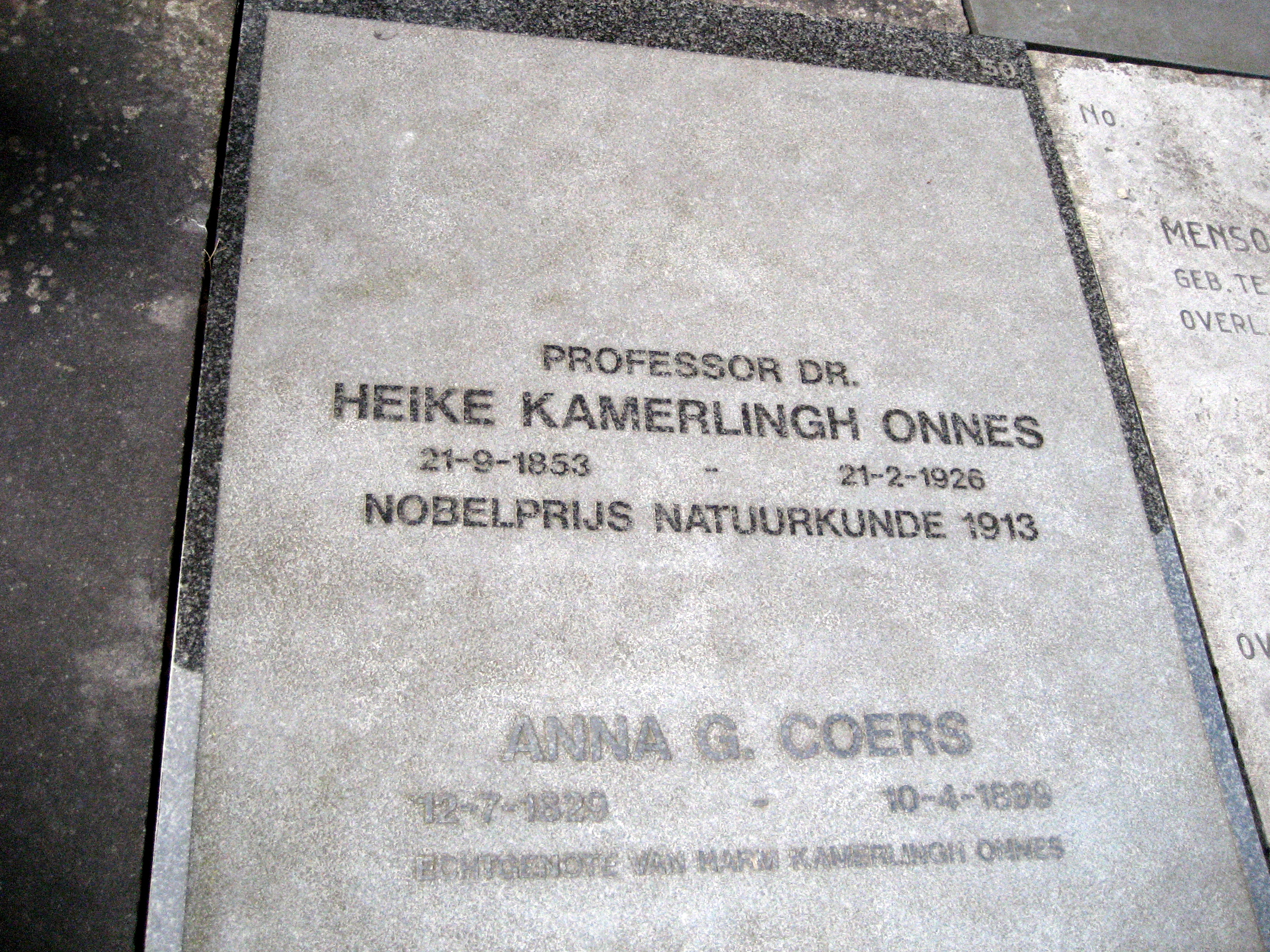
Graf van Kamerlingh Onnes in Voorschoten

Kamerlingh Onnes trouwde op 8 september 1887 te Den Haag met Maria Adriana Wilhelmina Elisabeth Bijleveld, dochter van Rudolf Theodoor Bijleveld. Ze kregen een zoon, Albert. Hij was een broer van de schilder Menso Kamerlingh Onnes (en daarmee een oom van diens zoon de schilder Harm Kamerlingh Onnes) en een zwager van de zeker zo bekende schilder Floris Verster, die getrouwd was met zijn zuster Jenny Kamerlingh Onnes.
In 1924, toen hij de zeventigjarige leeftijd had bereikt moest Onnes zijn ambt neerleggen. Desondanks bleef hij verbonden met zijn laboratorium. Na een kort ziekbed overleed hij op 21 februari 1926 in Leiden. Zijn stoffelijk overschot werd op de begraafplaats te Voorschoten in het familiegraf bijgezet.

## Vernoemingen

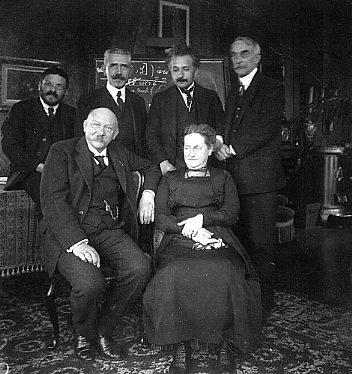
Voorop Kamerlingh Onnes en zijn vrouw Betsy. Achterin: Ehrenfest, Einstein

Het natuurkundig laboratorium tegenover het Van der Werfpark in Leiden, waar Kamerlingh Onnes zijn experimenten uitvoerde, is in 1932 naar hem Kamerlingh Onnes Laboratorium genoemd. Het gebouw is nu in gebruik bij de Faculteit der Rechtsgeleerdheid van de Universiteit Leiden, onder de naam Kamerlingh Onnes Gebouw. Bij het gebouw staat sinds 2008 een buste van de wetenschapper, gemaakt door Ellie Hahn.
De huidige Faculteit der Wiskunde en Natuurwetenschappen heeft ook een Kamerlingh Onnes Laboratorium, waar nog altijd experimenten bij zeer lage temperaturen worden uitgevoerd. Daarnaast is in de stad Groningen een school behorende tot het Reitdiep College naar Kamerlingh Onnes genoemd. Dit was een oude hbs. Verder zijn bijvoorbeeld een Spurt-trein en een KLM-toestel naar hem vernoemd, alsook een maankrater. Ten slotte kennen diverse plaatsen straten die naar Kamerlingh Onnes zijn vernoemd, zoals de Kamerlingh Onneslaan in Amsterdam.

## Kamerlingh Onnes als promotor
Alle 24 onderstaande wetenschappelijke promoties, met Kamerlingh Onnes als promotor, waren aan de Rijksuniversiteit Leiden. Kamerlingh Onnes had net als Lorentz vrouwelijke promovendi, maar die werden bij hem (anders dan bij Lorentz) voortijdig "weggetrouwd".
| Promovendus              | Proefschrift | Jaar #afstammelingen |
| ------------------------ | --- | -------------------- |
| Johan Boks               | Isothermen van helium bij temperaturen van + 20° C. en verandering van de dichtheid van vloeibaar helium tusschen 4°.2 K. en 1°.2 K.                               | 1924                 |
| Cornelis Braak           | Isothermen van waterstof | 1908                 |
| Pieter Cath              | Metingen aangaande de temperatuurschaal beneden 0 °C | 1917                 |
| Jacob Clay               | De galvanische weerstand van metalen en legeeringen bij lage temperaturen                                                                                          | 1908 15              |
| Claude Crommelin         | Metingen betreffende de toestandsvergelijking van argon | 1910                 |
| Marc de Haas             | Metingen in absolute maat van wrijvingscoëfficiënten van vloeistoffen tusschen het kookpunt en den kritischen toestand                                             | 1894 1               |
| Wander de Haas           | Metingen over de compressibiliteit van waterstof, in het bijzonder van waterstofdamp bij en beneden het kookpunt [Measurements on the Compressibility of Hydrogen] | 1912 441             |
| Eliza de Vries           | Metingen over den invloed van de temperatuur op de capillaire stijghoogte bij aether, tusschen den kritischen toestand en het kookpunt van aethyleen               | 1893                 |
| Gerbert Fabius           | Over de verschijnselen in de nabijheid van het Kritisch Punt | 1908                 |
| Charles Hartman          | Metingen omtrent de dwarsplooi op het Ψ-vlak van Van Der Waals bij mengsels van chloormethyl en koolzuur                                                           | 1899                 |
| Leonard Jackson          | Onderzoekingen over het Paramagnetisme bij Lage Temperaturen | 1923                 |
| Johannes Kuenen          | Metingen betreffende het oppervlak van Van der Waals voor mengsels van koolzuur en chloormethyl                                                                    | 1892 1               |
| Hendrik Kuypers          | Isothermen van zuurstof bij lage temperaturen | 1924                 |
| Adriaan Lebret           | Metingen over het verschijnsel van Hall in bismuth | 1895                 |
| Frans Penning            | Metingen over isopyknen van gassen bij lage temperaturen | 1923                 |
| Remmelt Sissingh         | Metingen over de elliptische polarisatie van het licht | 1885 2               |
| Leendert Stoel           | Metingen over den invloed van de temperatuur op de inwendige wrijving van vloeistoffen tusschen het kookpunt en den kritischen toestand                            | 1891                 |
| Willem Tuyn              | Weerstandsmetingen in vloeibaar helium | 1924                 |
| Willem van Bemmelen      | De isogonen in de XVIde en XVIIde eeuw | 1893                 |
| Anthony van Eldik        | Metingen van de capillaire stijghoogte der vloeibare phase van een mengsel van twee stoffen bij evenwicht met de gasphase                                          | 1898                 |
| Ewoud van Everdingen     | Metingen over het verschijnsel van Hall en de toename van den weerstand in het magnetisch veld                                                                     | 1897 4               |
| Arend van Urk            | Metingen over zuurstof, stikstof en hunne mengsels bij lage temperaturen                                                                                           | 1924                 |
| Jules Emile Verschaffelt | Metingen omtrent het Verloop der Isotherm bij Mengsels van Koolzuur en Waterstof                                                                                   | 1899                 |
| Pieter Zeeman            | Metingen over het verschijnsel van Kerr | 1893 70              |

## Trivia
- Kamerlingh is eigenlijk de tweede voornaam, niet een deel van de achternaam. Het werd echter gewoonte dat alle leden van de familie dezelfde tweede voornaam kregen, en dat die naam voluit geschreven werd, dus niet H.K. Onnes, maar H. Kamerlingh Onnes.
- Toen Albert Einstein in Zürich net afgestudeerd was, solliciteerde hij bij Kamerlingh Onnes naar een baan. Kamerlingh Onnes heeft deze briefkaart zelfs nooit beantwoord. Later is Einstein mede door de inspanningen van Kamerlingh Onnes toch naar Leiden gehaald als bijzonder hoogleraar.
- Kamerlingh Onnes heeft gewoond in Huize Ter Wetering aan de Haagweg te Leiden (destijds nog Zoeterwoude), dat hij in 1906 heeft laten verbouwen onder regie van architect Hendrik Jesse.